# كاستويرا
بلدية كاستويرا (بالإسبانية: Castuera)‏, هي إحدى بلديات مقاطعة بطليوس, التي تقع في منطقة إكستريمادورا, والتي تقع في غرب إسبانيا.
يبلغ عدد سكانها 6.989 نسمة وفقاً لإحصائية سنة (2002).

## توأمة
لكاستويرا اتفاقيات توأمة مع:
- لا سيرينا